# Francesco Tavano
Francesco Tavano (* 2. März 1979 in Caserta) ist ein ehemaliger italienischer Fußballspieler.

## Karriere
Tavanos Profikarriere begann 1999 bei der AC Pisa. 2001 wechselte er zum FC Empoli, nachdem er zuvor ein Jahr für den Viertligisten Rondinella Marzocco aus Florenz gespielt hatte. In der Saison 2005/06 bestritt Francesco Tavano bereits seine fünfte Saison in Folge beim FC Empoli, während dieser Zeit war er mit diesem Verein einmal ab- und zweimal aufgestiegen (zuletzt in der Saison 2005/06). In diesen Jahren mauserte er sich zum besten Torschützen des FC Empoli. So erzielte er in der Saison 2005/06 19 Tore in 37 Spielen. Nach vielen Transfergerüchten (auch Real Madrid soll an ihm interessiert gewesen sein) entschied sich Tavano und sein Klub einen Transfer mit dem spanischen Erstligisten FC Valencia zu fixieren. Er unterschrieb einen Vertrag für vier Jahre. Tavano kam in Valencia mit seiner launischen Art überhaupt nicht zurecht. Er überwarf sich dadurch mit dem Trainerteam, was dazu führte, dass in seiner kurzen Zeit bei Valencia nur Reservespieler war. Er beschwerte sich, dass Valencias Spiel zu wenig auf ihn ausgerichtet sei. Tavano war allerdings nicht der erste italienische Spieler, der in der spanischen Liga gescheitert ist. In der Winterpause 2006/07 kehrte Tavano schließlich als Gratis-Leihgabe an die AS Rom zurück in die Serie A. Der Hauptstadtclub hatte sich eine auf 10 Millionen Euro festgesetzte Kaufoption für die nächste Saison gesichert. Die AS Rom zog diese Option nicht, stattdessen wurde im Sommer 2007 sein Wechsel zur AS Livorno bekannt. Tavano unterschrieb einen Vierjahresvertrag bei Livorno, das dem FC Valencia sechs Millionen Euro überwies. Er trug bei Livorno das Trikot mit der Nummer 10, die für zwei Jahre zu Ehren von Igor Protti nicht vergeben wurde. Nachdem Livorno in der Saison 2007/08 in die Serie B abgestiegen war, konnte er in der anschließenden Saison seinem Team mit 24 Treffern entscheidend zum sofortigen Wiederaufstieg verhelfen. 2011 kehrte er wieder zum FC Empoli zurück und traf dort in den folgenden vier Spielzeiten 67 Mal in 146 Ligaspielen. Anschließend spielte er ein Jahr für den US Avellino 1912 in der Serie B. Von 2017 bis zu seinem Karriereende fünf Jahre später war er nur noch bei unterklassigen Vereinen aktiv.

## Sonstiges
Die Fans des FC Empoli nennen ihn „Ciccio-gol“. Tavano ist vereinsinterner Rekordtorschütze des Vereins, außerdem ist er mit 119 Toren in der Serie B dort der viertbeste Torschütze aller Zeiten.

## Erfolge
- Italienischer Pokalsieger: 2007
- Torschützenkönig der Serie B: 2008/09 (24 Tore)